# Potențiostat
Un potențiostat este un instrument electronic destinat studiului fenomenelor electrochimice.

## Introducere
Cel mai adesea în electrochimie este studiat comportamentul fizico-chimic al interfețelor metal-soluție ca rezultat al trecerii curentului electric prin aceste interfețe. Semnalele electrice la bornele unei celule electrochimice sunt direct legate de fenomenele de transport ale materiei în soluție, de adsorbție la suprafața electrozilor sau de transfer de sarcină electrică la interfețele electrod-electrolit. Un potențiostat permite controlul și măsurarea acestor semnale. 
După 1942, atunci când A. Hickling a construit primul potențiostat adaptat celulelor electrochimice cu trei electrozi, progresele tehnice realizate pentru creșterea performanțelor acestor aparate au fost numeroase. Hickling a fost însă primul care a avut ideea de a controla automat tensiunea electrică a unui electrod prin intermediul unui al treilea electrod: electrodul de referință. Principiul funcționării unui potențiostat a rămas același până azi .
Numele de potențiostat desemnează la origine un aparat destinat controlului tensiunii între electrodul de lucru și electrodul de referință dintr-o celulă electrochimică. Printr-o folosire improprie, numele de potențiostat este folosit azi și pentru a desemna un galvanostat (aparat ce controlează curentul prin electrodul de lucru). În instrumentația modernă funcțiile de potențiostat și galvanostat sunt îndeplinite de unul și același instrument ce adesea realizează și funcția de analizor de impedanță.

## Funcționare
În principiu un potențiostat conectat la o celulă electrochimică cu trei electrozi (Fig. 1) controlează diferența de potențial dintre electrozii de lucru (EL) și de referință (Ref) prin intermediul amplificatorului operațional AO. Curentul prin celulă {\displaystyle I_{\text{c}}} circulă între electrodul de lucru și cel auxiliar (AUX). Valoarea curentului este determinată prin măsurarea diferenței de tensiune {\displaystyle I_{\text{c}}} {\displaystyle R_{\text{m}}} ce se dezvoltă la bornele rezistenței {\displaystyle R_{\text{m}}}. 
Amplificatorul operațional AO este montat astfel încât diferența de potențial dintre electrodul de referință și cel de lucru să fie cât mai aproape de valoarea tensiunii sursei de semnal {\displaystyle E_{\text{i}}}. Polarizarea celulei produce modificări fizico-chimice (ce pot fi văzute d.p.d.v. electric ca o modificare a impedanțelor celulei) ce sunt compensate de curentul furnizat de amplificatorul operațional astfel încât să fie respectată egalitatea tensiunilor la cele două intrări ale amplificatorului operațional.

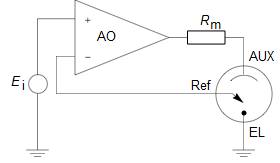
Fig. 1. Schema de principiu a unui potențiostat.

## Principalii fabricanți de potențiostate (listă neexhaustivă)
- Bio-Logic
- Ecochemie Arhivat în 8 ianuarie 2010, la Wayback Machine.
- eDAQ
- Gamry
- NuVant Systems Arhivat în 27 octombrie 2010, la Wayback Machine.
- Princeton Applied Research
- Solartron  Arhivat în 23 februarie 2010, la Wayback Machine.
- EL-CELL